# Emile Kuri
Emile Kuri (Cuernavaca, 11 de junho de 1907 — Los Angeles, 10 de outubro de 2000) é um diretor de arte estadounidense. Venceu o Oscar de melhor direção de arte em duas ocasiões: por The Heiress e 20,000 Leagues Under the Sea.